# Проблемний гість
«Проблемний гість» (пол. Kłopotliwy gość) — польський чорно-білий художній фільм, фантастична комедія 1971 року.

## Сюжет
Незважаючи на невеликі труднощі родина Пйотровських, нарешті, вселяється в нову квартиру. Під час вечірнього перегляду телебачення виявляється, що Пйотровські в ній не одні. В квартирі знаходиться прозора істота, яке живиться електренергією. Одні вважають, що це якесь чудо, а інші — що це прибулець-марсіанин. Він проникає крізь стіни й ніхто в квартирі не може позбутися від нього. Будь-які спроби вирішити проблему — не мають жодного успіху. Зрештою ймовірний марсіанин просить, щоб Пйотровські надали йому підписану ними ж довідку — підтвердження про його перебування в службовому відрядженні на Землі, після чого зникає.

## У ролях
- Бронислав Павлик — Маріан Пйотровський
- Барбара Краффтувна — Барбара, дружина Пйотровського
- Барбара Людвіжанка — мати Пйотровського
- Вітольд Скарух — працівник адміністрації, який приймає старе місце проживання Піотровських
- Кристина Хіманенко — доповідач у житловому кооперативі «Кібернетика»
- Зофія Червинська — «хвора», уповноважена для видавання ключів в кооперативі «Кібернетика»
- Ришард Петруський — чоловік «хворої»
- Маріан Лонч — водій товарняка
- Халіна Ковальська — актриса в фільмі, який дивляться Піотровський
- Влодзімеж Новак — актор у фільмі, який дивляться Піотровський
- Ядвіга Хойнацька — жінка, яка бажає побачити диво
- Хелена Грушецька — жінка, яка бажає побачити диво
- Ванда Лучицька — жінка, яка бажає побачити диво
- Ванда Станіславська-Лете — сусідка Пйотровських
- Людвік Бенуа — страховий агент
- Яніна Ярошинська — голова комісії будівельних недоліків
- Чеслав Рошковський — член комісії будівельних недоліків
- Зофія Грабинська — член комісії будівельних недоліків
- Густав Люткевич — електромонтер з електростанції
- Ігнацій Маховський — член комісії з електростанції
- Збігнєв Запасевич — член комісії з електростанції
- Ян Енглерт — член комісії з електростанції
- Юзеф Перацький — священик
- Генрик Бонк — Казик
- Вацлав Ковальський — начальник Пйотровського
- Іоланта Льоте — співробітниця Пйотровського
- Єжи Моес — Юрек, колега Пйотровського
- Кристина Борович — Крися, працівниця відділу кадрів
- Едвард Дзевонський — керівник відділу кадрів
- Ян Кобушевський — заводський лікар
- Адріанна Годлевський — Дзюня, заводська медсестра
- Ядвіга Баранська — секретарка голови міськради
- Владислав Ханча — голова міськради
- Єжи Добровольський — працівник міськради
- Богдан Баер — працівник міськради
- Юзеф Новак — міліціонер
- Кароль Штрасбургер — міліціонер
- Мечислав Чехович — серйозний детектив
- Францішек Печка — детектив з посмішкою
- Войцех Семион — офіцер пожежної команди
- Веслав Голас — комендат пожежної команди
- Цезари Юльський — Ковальський, пожежний
- Маріан Опаня — Пшесека, пожежний
- Кристина Фельдман — прибиральниця в школі
- Ян Сузин — ведучий «Турніру міст»
- Чеслав Новицький — телевізійний доктор прогноза погоди
- Ірена Дзедзиць — телеведуча
- Ян Коциняк — мостильник
- Людвік Пак — мостильник
- Марек Півовський та ін.